# El tiempo del lobo
El tiempo del lobo (en francés Le temps du loup) es una película francesa sobre un drama posapocalíptico en un sociedad distópica, dirigido por el austriaco Michael Haneke. Fue estrenada en 2003. Se desarrolla en un país europeo no nombrado, en un tiempo indeterminado. Cuenta la historia de una familia: Georges (Daniel Duval), Anne (Isabelle Huppert) y sus dos hijos Eva (Anaïs Demoustier) y Ben (Lucas Biscombe). 

## Trama
Un desastre de algún tipo ha ocurrido, del que la audiencia solo sabe que el agua sin contaminar es sagrada y el ganado debe ser quemado. Escapando de la ciudad, la familia llega a su casa de campo, esperando encontrar refugio y seguridad, solo para descubrir, que ya ha sido ocupada por extraños. Los extraños le disparan al esposo, y la familia se dirige a una estación para esperar el tren. A lo largo del camino, ellos conocen a un niño superviviente.

## Reparto
- Isabelle Huppert - Anne Laurent
- Béatrice Dalle - Lise Brandt
- Patrice Chéreau - Thomas Brandt
- Rona Hartner - Arina
- Maurice Bénichou - M. Azoulay
- Olivier Gourmet - Koslowski
- Brigitte Roüan - Béa
- Lucas Biscombe - Ben
- Hakim Taleb - Young runaway
- Anaïs Demoustier - Eva
- Serge Riaboukine - The leader
- Marilyne Even - Mme Azoulay
- Florence Loiret - Nathalie Azoulay
- Branko Samarovski - Policeman
- Daniel Duval - Georges Laurent

## Screenings
El film se estrenó en el Festival de Cannes de 2003, fuera de competencia. Patrice Chéreau, un miembro del jurado de ese año aparecía en el film, lo que lo hizo inéligible para algún premio. El film también fue expuesto en el Sitges Film Festival donde ganó Mejor Guion cinematográfico y estuvo en la carrera para Mejor Película.
La película toma su título de la Völuspá, un antiguo poema Nórdico que describe el tiempo antes del Ragnarök, el fin del mundo. En el film también aparecen Olivier Gourmet y Serge Riaboukine.